# کارتنک شارلوت
—
کارتنک شارلوت (به انگلیسی: Charlotte's Web) نام کتابی است که ای بی وایت در سال ۱۹۵۲ منتشر کرد.
این کتاب یکی از معروف‌ترین عناوین ئی بی وایت است که در حوزه کودک و نوجوان در ایالات متحده به چاپ رسیده است. ترجمه این اثر توسط مهشید امیرشاهی تحت عنوان کارتنک شارلوت در سال ۱۳۵۳ توسط انتشارات فرانکلین و کتابهای جیبی و ۱۴۰۳ با ترجمه محبوبه نجف‏‌خانی توسط نشر افق و تحت عنوان شارلوت عنکبوته با ترجمه ایمان مختار در سال ١٣٩٨ توسط نشر آواژ به چاپ رسیده است.

## شخصیت ها
- شارلوت Charlotte A. Cavatica(عنکبوت)
- ویلبر Wilbur (خوک)
- تمپلتون Templeton (موش)
- فرن Fern Arable
- آوری Avery Arable
- هومر زوکرمن Homer Zuckerman